# One Thing
"One Thing" är den tredje singeln från det brittiska-irländska pojkbandet One Direction. Den släpptes den 13 januari 2012 som den tredje singeln från deras debutalbum Up All Night. Låten är skriven av Rami Yacoub, Carl Falk och Savan Kotecha.

## Listplaceringar
| Lista (2012)   | Topplacering |
| -------------- | ------------ |
| Australien     | 3            |
| Belgien        | 37           |
| Frankrike      | 91           |
| Irland         | 6            |
| Kanada         | 17           |
| Nya Zeeland    | 16           |
| Portugal       | 10           |
| Storbritannien | 9            |
| USA            | 39           |